# Джон Дос Пасос
Джон Родриго Дос Пасос (на английски: John Roderigo Dos Passos) е американски писател.

## Биография
Роден е на 14 януари 1896 г. в Чикаго като извънбрачно дете на виден корпоративен адвокат от португалски произход, който по-късно се жени за майка му и го признава за свой син. През 1916 г. завършва Харвардския колеж, а през Първата световна война служи в медицинска част. През 1920 г. публикува първия си роман, а широка известност получава с романа „Манхатън“ („Manhattan Transfer“, 1925), последван от трилогията „САЩ“ („U.S.A.“, 1930 – 1936). През този период е близък с крайната левица и е ангажиран с Гражданската война в Испания, но прекъсва връзките си с комунистите, след като те ликвидират Хосе Роблес.
Джон Дос Пасос умира на 28 септември 1970 г. в Балтимор.